# بیاره (دنا)
بیاره یک روستا در ایران است که در دهستان دنا واقع شده‌است. روستای بیاره ۳۸۲ نفر جمعیت دارد.